# Josep Joan Miralles
Josep Joan Miralles Torlà (Vilafamés, 1960) és professor de Valencià i llicenciat en Geografia i Història.
Ha escrit diversos contes infantils, novel·les de narrativa per a joves i llibres de poesia. Es dedica a l'ensenyament de persones adultes, ha destacat en tasques d'integració d'alumnat immigrant adult i en l'ensenyament de llengües oficials, i ha col·laborat en programes d'innovació didàctica en el marc europeu. L'any 2013 va rebre el premi de la càtedra Soler i Godes de la Universitat Jaume I en reconeixement de la seua tasca d'innovació didàctica i l'ús i promoció del valencià. Així mateix ha rebut diversos premis literaris.

## Premis
- 2013 Premi de la càtedra Soler i Godes de l'UJI per la seua tasca d'innovació didàctica i l'ús i promoció del valencià[1]
- 2005 Premi Enric Valor de Narrativa juvenil per Matinada de llops[4]
- Premi de la Crítica de l'Institut Interuniversitari de Filologia Valenciana per Matinada de llops[1]